# Зъбно каналче
Зъбните каналчета, наричани още зъбни тубули или тръбички (на латински: tubulus dentinalis) са микроскопични каналчета с диаметър вариращ от 0,9 до 2,5 μm, които са лъчево разположени в дентина. Започват от зъбната пулпа и достигат до външната граница на зъбния цимент или емайл. Диаметърът им е най-голям в близост до зъбната пулпа, среден - в средната част, и най-малък в близост до дентино-емайлната връзка. Спомагат за кръвообращението на зъба.